# Modri glavinec
Modri glavinec, tudi plavica ali modriš (znanstveno ime Centaurea cyanus) je enoletna zdravilna rastlina s pokončnim robatim steblom in modrimi koški, ki najpogosteje raste med vsemi vrstami žit.

## Opis
Modri glavinec je od 30 do 90 cm visoka rastlina, ki ima pokončno, sivo-zeleno razvejano steblo. Listi rastline so suličasti, dolgi od 1 do 4 cm. Cvetovi so izrazito modre barve, po čemer je rastlina dobila tudi ime, v premeru pa merijo od 1,5 do 3 cm. Barvilo se imenuje protocianin, ki ga vsebujejo tudi vrtnice, le da je pri njih rdeče barve. Cvet je v bistvu socvetje, ki ga sestavljajo drobni temnomodri cvetovi v sredini, okrog njih pa so razporejeni lijakasti modri listi, ki so na koncu nazobčani.

## Razširjenost in uporabnost
Domovina rastline je verjetno Bližnji vzhod, od koder se je najverjetneje s selitvami ljudstev in širjenjem žitnih kultur selila proti severu in zahodu.
Čaj iz zeli in cvetov te rastline pospešuje izločanje urina, zaradi česar se v ljudskem zdravilstvu poparek uporablja pri obolenjih ledvic in mehurja, pa tudi pri težavah z jetri, žolčem in sklepi. Poleg tega se čaj uporablja tudi pri vnetju oči in očesne veznice, pa tudi proti krastam na glavah otrok in prhljaju. Ponekod iz posušenih cvetov pripravljajo prah, s katerim posujejo rane, ki se slabo celijo in gnojijo..
Modri glavinec je v Sloveniji uvrščen na Rdeči seznam praprotnic in semenk kot ranljiva vrsta. Razlog za ogroženost te rastline je uporaba herbicidov na njivah, ki so bile v preteklosti najbolj pogosto rastišče modrega glavinca. Le-ta je bil v preteklosti eden najbolj razširjenih njivskih plevelov.